# カイホスロー2世

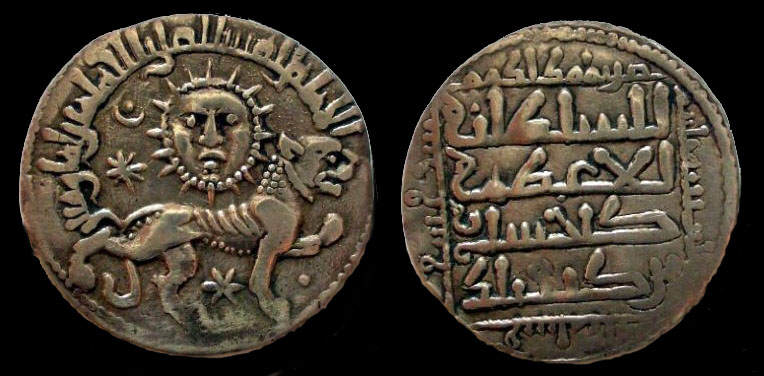
カイホスロー2世

カイホスロー2世（？ - 1246年）は、アナトリアを支配したルーム・セルジューク朝の第12代スルタン（在位：1237年 - 1246年）。
父は第11代スルターンのカイクバード1世。1237年に父が死去したため、即位した。ただしこれには父と不仲だったカイホスロー2世自らによる毒殺説もある。ルーム・セルジューク朝は英傑と称された父の時代に全盛期を迎えていたが、その急死によって大きく動揺し、カイホスロー2世の治世初期には各地で配下諸侯の離反と反乱が相次いだ。一時は都を追われたが、これらはかろうじて鎮圧している。
ところが今度はモンゴル帝国の侵攻を受け、1243年にキョセ・ダーの戦いで大敗してモンゴルに臣従した。これにより属国のアルメニア王国などが離反してルーム・セルジューク朝はさらに衰退。カイホスロー2世は頽勢を挽回するために親征するが、戦果を挙げられずして1246年に陣没した。